# Säminge

Säminge vapen.

Säminge eller Sääminge (finska: Sääminki) är en bygd och före detta kommun i Södra Savolax. Största delen av Säminge kommun införlivades 1 januari 1973 med Nyslotts stad och resten (byarna Särkilahti, Vuoriniemi och Ruhvana) med Punkaharju kommun.
Ytan (landsareal) var 963,5 kvadratkilometer och 9 593 människor levde där med ett befolkningstäthet av 10,0 per kvadratkilometer (1908-12-31).
Säminge var enspråkigt finskt.

## Historia
Säminge församling blev en självständig kyrksocken  något av åren 1504-1510 samtidigt som förvaltningssocknen Säminge kom till. I samband med freden i Åbo 1743 förlorade Sverige en betydlig del av Säminge församling till Ryssland. Följande nuvarande kommuner har ursprungligen varit en del av Säminge moderkyrkoförsamling: Rantasalmi, Puumala, Sulkava, Kerimäki, Enonkoski samt en del av Jorois socken. Nyslotts stad formades så småningom kring Olofsborg som grundades år 1475 på Säminge sockens mark. Nyslotts stad fick stadsprivilegier år 1639.
Säminge församling existerar ännu idag, dock från och med sammanslagningen med Nyslotts församling 1995 med namnet Nyslott-Säminge församling (fi.: Savonlinna-Säämingin seurakunta). Nyslotts domkyrka är och har även före församlingarnas sammanslagning fungerat som Säminge församlings huvudkyrka. Före 1995 fick stadsborna därför nöja sig med den så kallade Lillkyrkan (fi. Pikkukirkko) som är byggd av trä och betydligt mindre än domkyrkan. Liksom domkyrkan låg också Säminge kommunbyrå i Nyslotts stad och hade sina lokaliteter på den så kallade Sämingegården (fi. Sääminki-talo).

## Kända Sämingebor
- Joel Lehtonen, författare
- Jouko Loikkanen, II finansminister 1976-77
- Juha Taskinen, vikarfotograf, dokumentarist
- Hannu Salakka, författare
- Marja-Liisa Vartio, författare
- Eino Kalima, teaterchef